# Palinspastik
Palinspastik bezeichnet die Rekonstruktion tektonisch verformter Gesteinskomplexe in ihrer ursprünglichen Lage. Beispiele sind Veränderungen durch Überschiebungen, Verwerfungen, Faltenbildung, Deckenbildung. Man spricht dann auch von palinspastischer Rekonstruktion, palinspastischen Karten oder Profilen. Der Begriff wurde  vom US-amerikanischen Geologen G. M. Kay 1937 eingeführt.

## Quelle
- Hans Murawski, Wilhelm Meyer Geologisches Wörterbuch, 12. Auflage, Spektrum Verlag 2010